# Ulrika Paulson
Eva Ulrika Paulson, född 4 april 1963 i Rytterne, är en svensk skådespelare. Hon är syster till producenten Richard Paulson. 

## Filmografi
- 2004 – Kyrkogårdsön